# Ministrymon megacles
Espèce
Ministrymon megacles est une espèce d'insectes lépidoptères (papillons) qui appartient à la famille des Lycaenidae, à la sous-famille des Theclinae et au genre Ministrymon.

## Dénomination
Ministrymon megacles a été décrit par Caspar Stoll en 1780, sous le nom initial de Papilio megacles.
Synonyme: Thecla adria Hewitson, 1873 ; Thecla megacles ; Hewitson, 1873.

### Nom vernaculaire
Ministrymon megacles se nomme Megacles Hairstreak en anglais.

## Description
Ministrymon megacles est un petit papillon avec deux fines queues à chaque aile postérieure.
Le dessus des ailes antérieures est marron clair suffusé de blanc argenté alors que les ailes postérieures sont blanc argenté.
Le revers est blanc argenté orné d'une ligne postdiscale de traits rouge et aux ailes postérieures de deux ocelles rouges marqués de noir dont un en position anale.

## Écologie et distribution
Ministrymon megacles est présent en Colombie, , au Venezuela, au Brésil, au Surinam, en Guyana et en Guyane,.

### Protection
Pas de statut de protection particulier.